# Пролећна изложба УЛУС-а (1999)
Пролећна изложба УЛУС-а (1999) је трајала од 25. марта до 18. априла 1999. године. Изложба се одржала у галеријском простору Удружења ликовних уметника Србије, односно у Уметничком павиљону "Цвијета Зузорић", у Београду.

## О изложби
Избор радова за изложбу је обавио Уметнички савет УЛУС-а, кога су чинили:
1. Ненад Брачић
2. Олга Јанчић
3. Милена Јефтић Ничева Костић
4. Рајко Попивода
5. Ранка Лучић Јанковић
6. Радомир Кнежевић
7. Бранимир Карановић
8. Милица Којчић
9. Зоран Каралејић
10. Александар Рафајловић

### Награде
На овој изложби су додељене следеће награде:
- Златна палета - Анђелка Бојовић
- Златна игла - Љиљана Стојановић
- Златно длето - Сретен Милатовић
- Награда за проширени медиј - Виолета Војводић и Катарина Станковић

## Излагачи

### Сликарство
1. Зоран Коки Алексић
2. Ненад Андрић
3. Маја Анђелковић
4. Исак Аслани
5. Едуард Балаж
6. Братислав Башић
7. Војна Баштовановић
8. Милан Бесарабић
9. Анђелка Бојовић
10. Наташа Будимлија Марковић
11. Анамарија Вартабедијан
12. Габриела Васић
13. Јудита Васић
14. Здравко Велован
15. Милорад Гаврило Гаврић
16. Виолета Војводић
17. Оливера Гаврић Павић
18. Звонко Грмек
19. Фатима Дедић
20. Горан Десанчић
21. Наташа Дробњак
22. Пал Дечов
23. Миленко Дивјак
24. Марија Димитрић
25. Марио Ђиковић
26. Маја Ђокић
27. Сања Ђокић
28. Зоран Н. Ђорђевић
29. Селма Ђулизаревић
30. Милица Жарковић
31. Биљана Ђурђевић
32. Душица Жарковић
33. Мирослав Живковић
34. Љиљана Златковић
35. Борко Зечевић
36. Јелена Игњатовић
37. Весна Јаношевић
38. Биљана Јевтић
39. Дивна Јеленковић
40. Татјана Јанковић
41. Драган Соле Јовановић
42. Огњен Јеремић
43. Драгана Јовчић
44. Слађана Јоловић
45. Горан Јуреша
46. Слободан Каштаварац
47. Весна Кнежевић
48. Славенка Ковачевић Томић
49. Јелена Б. Ковачевић
50. Јадран Крнајски
51. Зоран Круљ
52. Мирјана Крстевска
53. Татјана Љубисављевић
54. Властимир Мадић
55. Бојана Максимовић
56. Мирјана Маодуш
57. Срђан Ђиле Марковић
58. Деана Маришан
59. Надежда Марковић
60. Бранислав Д. Марковић
61. Весна Марковић
62. Зоран Матић
63. Драгиша Милошевић
64. Јелена Минић
65. Лидија Мићовић
66. Тодор Митровић
67. Данијела Морариу
68. Мирко Огњановић
69. Младен Отавић
70. Славиша Панић
71. Марија Павловић
72. Михаило М. Петковић
73. Душан Д. Петровић
74. Божидар Продановић
75. Дејан Попов
76. Божидар Плазинић
77. Срђан Радојковић
78. Петар Радловић
79. Слободан Радојковић
80. Милан Радосављевић
81. Симонида Рајчевић
82. Бранко Раковић
83. Вахида Рамујкић
84. Кемал Рамујкић
85. Зорица Рофа
86. Рада Селаковић
87. Јасмина Руњо
88. Драган Вук Рачић
89. Драгана Станаћев
90. Ђорђе Соколовски
91. Драган Станковић
92. Маргарета Станојловић
93. Милорад Степанов
94. Добри Стојановић
95. Томислав Сухецки
96. Алекса Стојковић
97. Војислава Танурџић
98. Зорица Тасић
99. Видоје Туцовић
100. Младен Тушуп
101. Горан Ћорић
102. Мирољуб Филиповић
103. Милош Фића Филиповић
104. Зорица Фуруновић
105. Александар Хајдер
106. Тијана Фишић
107. Александра Хорват
108. Биљана Црнчанин
109. Весна Џакић
110. Емир Шкандро
111. Слободан Шкеровић
112. Наташа Шавија

### Скулптура
1. Радомир Бранисављевић
2. Ђорђе Арнаут
3. Тијана Дујовић Лишчевић
4. Славко Живановић
5. Лепосава Милошевић Сибиновић
6. Жељка Момиров
7. Вера Станарчевић
8. Катарина Станковић
9. Славиша Чековић

### Цртеж и графика
1. Зоран Бановић
2. Габријела Булатовић
3. Владимир Вељашевић
4. Станислав Гранић
5. Душан Ђокић
6. Љиљана Ерчевић
7. Синиша Жикић
8. Горица Милетић
9. Славко Миленковић
10. Биљана Миљковић
11. Миодраг Млађовић
12. Александар Лека Младеновић
13. Зоран Најдић
14. Адам Пантић
15. Љиљана Стојановић
16. Звонко Тилић
17. Зоран Пурић
18. Даниела Фулгоси

### Савез удружења ликовних уметника Војводине
Гости изложбе:
1. Јелена И. Ковачевић
2. Јелена Јанев
3. Едита Кадирич
4. Игор Цвејановић
5. Владислав Шешлија

### Савез удружења ликовних уметника Црне Горе
Гости изложбе:
1. Драшко Драгаш
2. Сретен Милатовић
3. Милена Мијовић Дурутовић
4. Ратко Одаловић
5. Анђела Шћепановић Вукићевић

### In memoriam
1. Карло Боршик
2. Александар Зарин
3. Ђорђе Јовановић
4. Милан Јовановић
5. Стојан Гранде Ковачевић
6. Јован Кратохвил
7. Душан Николић
8. Драгутин Митриновић
9. Синиша Пајић
10. Славко Ристић